# Skyhill
Skyhill (с англ. — «Скайхилл») — компьютерная игра, разработанная студией Mandragora и изданная Daedalic Entertainment. Жанр игры RPG. Релиз игры состоялся 6 октября 2015 года на Windows, macOS, Linux, Android и iOS.

## Игровой процесс
Герой начинает игру в своём VIP-номере, который является его убежищем от монстров. В игре есть две шкалы: голод и здоровье. Голод восстанавливается едой. Здоровье лекарствами или от удачных (без кошмаров или происшествий) снов в кровати. Немаловажную часть в игре занимает создание предметов или готовка блюд, на верстаке или кухне, соответственно. Также игрок за убийство монстров получает опыт, который можно тратить на навыки: сила, ловкость, меткость, скорость. В своём номере игрок может спать, восстанавливая здоровье за счёт голода. Чем лучше кровать, тем эффективнее расходуются очки голода и сильнее увеличивается здоровье. Также, чтобы герою лучше спалось, нужно улучшить дверь в своём номере. Ещё в номере есть кухня, которую также можно улучшить, в результате чего герою откроются новые рецепты блюд, и верстак, улучшение которого позволит создавать более совершенное оружие. Все этажи и комнаты в отеле, а также монстры, предметы, случайные встречи с выжившими, готовыми пойти на обмен, генерируются случайно при каждом начале новый игры. Игрок большинство времени проводит, обыскивая комнаты в поисках еды, лекарств, оружия или предметов, которые помогут их сделать. С мёртвых монстров также можно получить полезные предметы. Иногда происходят случайные встречи с другими выжившими, которые попросят героя принести героя какую-нибудь вещь взамен на другую.
В 2016 году в игре были найдены намёки на Корпорацию Амбрелла, что даёт понять то, что сюжет игры связан с сюжетом Resident Evil.

## Сюжет
На сюжете игра особо не акцентируется. Главный герой приехал в отель после удачной сделки и заказал VIP-номер на последнем этаже. В своём номере он по телевизору узнал о взрыве ракеты с химическим оружием в его городе и об объявлении немедленной эвакуации в ближайшее биологическое убежище. После этого главный герой слышит крики и звуки мутировавших от воздействия химического оружия людей. Какое-то время игрок находится в своём номере, но голод его вынуждает выйти из него. Цель игры пройти все 100 этажей отеля вниз и выбраться из отеля.

### Концовки
В игре имеются три основные концовки и одна секретная. Для получения всех концовок (кроме смерти персонажа) требуется пройти 100 этажей вниз.
- Первая: Главный герой спускается до первого этажа, выбегает из дверей здания, но оказывается на 100-м этаже снова. Герой отчаивается и сходит с ума. В последней сцене герой стоит на пороге крыши, явно намекая на самоубийство.
- Вторая: Главный герой спускается до первого этажа, при этом собрав все части фотографии (кусочки фотографии разбросаны на карте). (Имя в игре меняется на «Mechanic»). Открыв двери, его ожидает не пустынный город, а наряды полиции и спецназа. Герой в ступоре дает совет уйти полиции, ведь в городе «твари». Полиция не выслушивает героя и открывает огонь. На последнем фото концовки вместо монстра лежит женщина в той же позе, что и монстр на первой картинке комикса. Данную концовку комьюнити считает каноничной, так как действительно главный герой мог быть просто больным серийным убийцей.
- Третья: Главный герой спускается до первого этажа, но пользуется компьютером, стоящим в фойе. Герой вводит пароль, и ему открывается правда о случившемся. Оказывается, он лишь субъект в научном эксперименте, и что это все сон, и он находится в нереальности. Открыв дверь, он просыпается на операционном столе, над ним стоят два человека. Эксперимент оказался удачным, но субъекта (главного героя) утилизируют
- Четвертая: Главный герой спускается до первого этажа, но замечает дверь в подвал и заходит в него. (Данная концовка открывается только после открытия концовки с компьютером.) Он продвигается по парковке, спускаясь еще ниже. Вскоре перед ним предстаёт коридор с монстром. Успешно победив монстра, герой переходит в неизвестное здание, одевает форму медика, торчащую из шкафа. Поднимаясь по этажам, видит своё тело, подключённое к различным датчикам. Вселяясь в своё истинное тело, герой убирает всех на своем пути. Промчавшись через охрану, выходит из здания в реальность.

## Разработка
1 августа 2015 года студия Mandragora объявила о том что будет выпускать игру, и то что издателем игры будет Daedalic Entertainment. Выход игры запланирован на 6 октября 2015 года, в эту дату игра и вышла. 7 сентября 2016 года разработчики сделали поддержку игры на платформе iOS. 8 сентября 2016 разработчики по просьбе фанатов добавили четвертую концовку (сама концовка была придумана одним из фанатов игры). 8 ноября 2016 игра стала поддерживать платформу Android.

## Отзывы
| Сводный рейтинг | Сводный рейтинг |
| Агрегатор       | Оценка          |
| --------------- | --------------- |
| GameRankings    | 62,73 %         |